# 8256 Шънджоу
Вижте пояснителната страница за други значения на Шънджоу.
(8256) Шънджоу е астероид кръстен на китайския космически кораб Шънджоу.